# 한국몬테소리
한국몬테소리는 몬테소리 교육법 사업을 하는 대한민국의 영유아교육 기업이다. 

## 사건
몬테소리 교육법에 관한 상표권을 보유한 김석규 한국몬테소리 회장이 아가월드에 상표 침해라고 항의하자 상대측이 김석규 회장에게 상표 취소 소송을 내어 패소했다. (몬테소리 사건)